# Nicolae Corneanu

Mitropolitul Corneanu (cu camilafcă), la sfințirea locului pentru Biserica Sf. Vasile din Dumbrăvița (1996)

Nicolae Mihail Corneanu (n. 21 noiembrie 1923, Caransebeș, Caraș-Severin, România – d. 28 septembrie 2014, Timișoara, România) a fost un înalt ierarh în Biserica Ortodoxă Română, arhiepiscop al Timișoarei și mitropolit al Banatului din 1962 până în 2014. În anul 1992 a fost ales membru de onoare al Academiei Române.

## Studii
În perioada 1934–1942 a urmat liceul în Caransebeș. Între anii 1942–1946 a urmat Facultatea de Teologie la București. În aceeași perioadă a urmat cursurile Facultății de Filologie și a celei de Litere. La 30 iunie 1949 și-a susținut teza de doctorat cu titlul „Viața și petrecerea Sfântului Antonie. Începuturile monahismului creștin pe Valea Nilului”.

## Cariera ecleziastică
În 1949 a devenit profesor suplinitor la Academia Teologică Ortodoxă Română din Caransebeș. Între anii 1956–1958 a fost profesor de greacă și franceză la Seminarul Teologic „Ioan Popasu” din Caransebeș, iar în 1959 conferențiar la Institutul Teologic din Sibiu, unde a predat teologia simbolică și limba greacă. A conferențiat la Oxford, la Universitatea Humboldt din Berlin și la Fundația „Pro Oriente” din Viena.
Începând din 1949 a activat în administrația Mitropoliei Banatului ca secretar și consilier. În 1960 a fost hirotonit preot de către viitorul patriarh Teoctist Arăpașu, pe atunci episcop vicar patriarhal. La 15 decembrie 1960 a fost ales episcop al Episcopiei Aradului. La 12 ianuarie 1961 s-a călugărit la Mănăstirea Cernica, păstrând numele de Nicolae. La 17 februarie 1962 a fost ales arhiepiscop al Timișoarei și Caransebeșului și mitropolit al Banatului. Înscăunarea a avut loc la 4 martie 1962. Odată cu reînființarea în 1994 a Episcopiei de Caransebeș, funcția de episcop de Caransebeș a fost preluată de Emilian Birdaș. Interimar, Corneanu a mai fost locțiitor de mitropolit al Ardealului (câteva luni în 1967) și locțiitor de mitropolit al Olteniei (în anii 1967–1968).
Între 25-30 mai 1981 a reprezentat Biserica Ortodoxă Română la întrunirea de dialog cu Biserica Romano-Catolică de la Veneția. În data de 27 octombrie 1986 a reprezentat Biserica Ortodoxă Română la întâlnirea de rugăciune de la Assisi.
La 4 martie 1990 l-a hirotonit ca episcop-vicar al Arhiepiscopiei Timișoarei pe Daniel Ciobotea, actualul patriarh al BOR.

## Controverse

### Colaborarea cu Securitatea
Nicolae Corneanu a fost printre primii ierarhi ortodocși români care și-au recunoscut colaborarea cu Securitatea regimului comunist. Rezoluția CNSAS, dată în 2007, susține că Nicolae Corneanu a fost colaborator al poliției politice comuniste și că a furnizat, între 1950 și 1988, informații despre „dușmanii poporului”. În schimb, Securitatea l-ar fi ajutat să avanseze în ierarhia bisericească.

### Împărtășirea într-o biserică unită
La ceremonia de sfințire a bisericii greco-catolice „Sfânta Maria Regina Păcii și a Unității”, care a avut loc la 25 mai 2008, mitropolitul Nicolae Corneanu a plecat din mijlocul enoriașilor prezenți și a urcat la altar, unde a cerut permisiunea de a se împărtăși. Ca răspuns, arhiepiscopul Francisco-Javier Lozano, nunțiul apostolic în România, conform tradiției, i-a dat în mână Sfântul Trup, după care i-a fost înmânat potirul cu Sângele Domnului, din care mitropolitul Nicolae s-a împărtășit singur.
Gestul nu a fost considerat de episcopul Alexandru Mesian ca fiind ieșit din comun, deoarece în Banat împărtășirea credincioșilor ortodocși în bisericile greco-catolice și invers este un fapt obișnuit. Însă Patriarhia Română și-a arătat rezervele față de acest gest, considerând că, deși ortodocșii și catolicii își recunosc reciproc unele taine, „comuniunea potirului” nu este acceptabilă.
Această împărtășire a determinat protestul Patriarhiei Ruse prin vocea mitropolitului Kirill, cerând Bisericii Ortodoxe Române „să exprime un punct de vedere în legătură cu acest eveniment”. Au protestat de asemeni mari duhovnici, precum și călugării de la Muntele Athos, care au solicitat caterisirea ÎPS Nicolae. În protestul lor, aceștia l-au acuzat pe ÎPS Nicolae că s-ar fi împărtășit cu ereticii, ceea ce a determinat proteste vehemente. Mitropolitul Bartolomeu Anania a luat de asemenea poziție împotriva mitropolitului Nicolae.
Patriarhul Daniel nu a răspuns imediat, iar pe 6 iunie, cu ocazia reuniunii Sinodului permanent reunit la Mănăstirea Neamț s-a stabilit discutarea cazului la ședința următoare a Sfântului Sinod , programată pentru 8-9 iulie 2008. În plenul Sinodului, mitropolitul Nicolae și-a recunoscut vina și „și-a cerut iertare și a fost iertat”. Anterior, cazul a fost dezbătut de Comisia canonică, juridică și pentru disciplină, condusă de ÎPS Teofan, mitropolitul Moldovei și Bucovinei. Aici, părerile au fost împărțite, întrucât ambele tabere din BOR, atât cea așa-zis tradiționalistă, cât și cea ecumenistă, au fost bine reprezentate. A fost adoptată o soluție de compromis: mitropolitul Banatului și-a făcut mea culpa în plenul Sinodului,, care i-a acordat ca urmare iertarea, însă a interzis categoric pe viitor împărtășirea clericilor și laicilor ortodocși în alte Biserici creștine, precum și concelebrarea Liturghiei, a Sfintelor Taine sau a ierurgiilor cu slujitori ai altor culte, sub pedeapsa unor sancțiuni canonice severe.

### Retragerea dreptului de semnătură în anul 2011
În ședința din 20 mai 2011 Sfântul Sinod al Bisericii Ortodoxe Române a decis retragerea dreptului de semnătură al mitropolitului Corneanu și preluarea atribuțiilor sale administrative de episcopul vicar Paisie Gheorghe. Această decizie nu a fost discutată în prealabil de comisia juridică a sinodului, ceea ce ar fi fost necesar în conformitate cu statutul BOR, și nici nu a fost cerută luarea de poziție a mitropolitului. Patriarhia BOR și-a justificat decizia prin respectul față de persoana mitropolitului Corneanu, care, fiind în vârstă de 88 de ani, nu a mai participat la ultimele șapte ședințe de lucru ale Sfântului Sinod. Decizia a fost adoptată după ce episcopul vicar Paisie Gheorghe fusese implicat în lunile martie și aprilie într-un conflict cauzat de vânzarea unui imobil fără acordul Parohiei Sf. Ilie-Fabric, drept pentru care a decis scoaterea la concurs a postului pentru preotul paroh de acolo. Anterior, episcopul vicar îl demisese pe parohul Mircea Cricovean, decizie anulată de mitropolitul Corneanu, care l-a repus în funcție pe preotul paroh. Enoriașii Parohiei Sf. Ilie sunt de partea mitropolitului și îl susțin prin mitinguri și scrisori adresate Patriarhului Daniel. Patriarhia însă îi îndeamnă la „calm și rugăciune”.
La 19 iunie 2011 aproximativ două sute de enoriași au protestat din nou împotriva deciziei de revocare a dreptului său de semnătură. Mitropolitul Corneanu a acordat un scurt interviu TVR, exprimându-și speranța că va putea depăși neputințele fizice din cauza cărora nu a putut participa la ședințele Sf. Sinod. Sfântul Sinod al BOR l-a repus în drepturi, însă sub supravegherea mitropolitului Irineu Popa, iar actele trebuiau să fie contrasemnate de episcopul vicar Paisie Lugojanul.
La 4 martie 2012 mitropolitul Nicolae a fost omagiat cu ocazia împlinirii a jumătate de veac de la întronizare, cu care ocazie s-a menționat că înainte de 4 martie 1962 Timișoara avea doar 5 lăcașuri de cult ortodoxe, în timp ce în 2012 are 28, toate cele apărute în această perioadă fiind ctitorii ale sale.
La 11 iulie 2012 Patriarhia Română a anunțat că mitropolitul Corneanu se va retrage din funcție, motivele invocate fiind cele de sănătate. După o săptămână s-a afirmat că s-ar fi răzgândit.
A murit la 28 septembrie 2014, în jurul orei 23.00

## Afilieri, ordine și distincții
- Ordinul „Steaua Republicii Populare Romîne” clasa a II-a (10 august 1964) „pentru merite deosebite în opera de construire a socialismului, cu prilejul celei de a XX-a aniversări a eliberării patriei”[37]
- 1978–1981 - Membru în Comitetul Central al Consiliului Ecumenic al Bisericilor
- Din 1992 - Membru de onoare al Academiei Române
- 1997 - Premiul „Pentru întreaga activitate închinată adevărului, dreptății și libertății, valori supreme ale umanității", conferit de Grupul pentru Dialog Social
- 2000 - Ordinul Național „Pentru Merit” în grad de Mare Cruce, conferit de președintele României, Emil Constantinescu.

## Publicații
- Aspecte din lirica ambroziană, în: Studii teologice, XI (1959), nr. 7-8, p. 443-452
- Actualitatea tratatului lui Tertulian "Despre prescripția ereticilor", în: Mitropolia Moldovei și Sucevei, XXXV (1959), nr. 9 -12, p. 580-588
- Tălmăciri din lirica ambroziană, în: Mitropolia Moldovei și Sucevei, XXXVII (1961), nr. 1-2, p. 9-17
- Învățătura creștină ortodoxă, Tipografia Mitropoliei, Timișoara, 1971
- Ieșit-a semănătorul. Culegere de predici, Tipografia Mitropoliei, Timișoara, 1974
- Pedobaptismul de-a lungul vremii, Tipografia Mitropoliei, Timișoara, 1975
- Fundamentarea teologică a pedobaptismului, Tipografia Mitropoliei, Timișoara, 1979
- Temeiurile învățăturii ortodoxe, Tipografia Mitropoliei, Timișoara, 1981
- Învățătura ortodoxă despre mântuire, Tipografia Mitropoliei, Timișoara, 1983
- Contribuția Banatului la teologia și spiritualitatea românească, Tipografia Mitropoliei, Timișoara, 1983
- Culegere de predici, Tipografia Mitropoliei, Timișoara, 1984
- Studii patristice. Aspecte din vechea literatură creștină, Tipografia Mitropoliei, Timișoara, 1984
- Biserica românească din nord-vestul țării în timpul prigoanei horthyste, Editura Patriarhiei, București, 1986
- Patristica mirabilia, Editura Mitropoliei, Timișoara, 1987
- Quo Vadis, studii, note și comentarii teologice, Timișoara, 1990, 428 p.
- Origen și Celsus: Confruntarea creștinismului cu păgânismul, Editura Anastasia, București,1999
- Pe baricadele presei bisericești (2 vol.), Ed. Mitropoliei Banatului, Timișoara, 1999 (publicistică)
- Pe firul vremii. Meditații ortodoxe, Editura Jurnalul Literar, București, 2000
- Credință și viață. Culegere de studii teologice, Dacia, Homo religiosus, Cluj-Napoca, 2001
- Patristica mirabilia, Polirom, Iași, 2001
- Miscellanea patristica, Editura Amarcord, Timișoara, 2001
- Popasuri duhovnicești, Editura Învierea, Timișoara, 2001
- În pas cu vremea, Editura Mitropoliei Banatului, Timișoara, 2002
- Patristica: filosofia care mângâie, Eikon, Cluj-Napoca, 2004 [38]
- Pentru mai binele obștesc, culegere de articole, Timișoara: Editura „Învierea” a Arhiepiscopiei Timișoarei, 2008.[39]
- Pe aripile cuvântului, Editura Învierea, Arhiepiscopia Timișoarei, 2009, 263 p.

Traduceri:
- Scara raiului de Sfântul Ioan Scărarul, a VII-a ediție, Timișoara, Editura „Învierea” a Arhiepiscopiei Timișoarei, 2008 (ed. I: 1994, ed. Amarcord)[39]